# Наванагар (княжество)

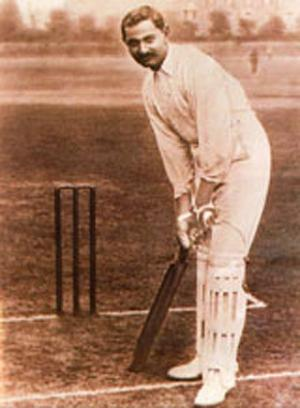
Ранджитсинхджи, профессиональный игрок в крикет и махараджа Наванагара.

Наванагар ― индийское туземное княжество в историческом регионе Халар, что располагался на полуострове Катхиявар, который, в свою очередь, находится на южном берегу залива Кач. Княжеством правили представители династии Джадеджа со времени его основания в 1540 году и вплоть до 1948 года, когда государство стало частью объединённой Индии. Сейчас этот регион известен как Джамнагар. Численность населения княжества в 1901 году составляла 336 779 человек. Правители носили титул «Джам Сахеб» и происходили из варны раджпутов того же клана, который правил в княжестве Кач. Князья Наванагара имели право на 13-пушечный салют. Во времена британского владычества государство было частью агентства Катхиявар в составе района Гуджарат, что входил в Бомбейское президентство.
Казна государства в основном пополнялась за счёт ловли жемчуга, который в изобилии имелся в прибрежных водах. Ещё одним примечательным фактом является то, что Наванагаром правил Ранджитсинхджи, который был известным игроком в крикет во время учёбы в Кембридже и до своего восшествия на престол.

## История
Наванагар был основан в 1540 году Джамом Равалджи, выходцем из династии Джадеджа, которая правила княжеством Кач. Впоследствии Наванагар находился в почти никогда не прекращающимся состоянии войны со своими соседями и с империей Великих Моголов. Одним из наиболее крупных военных столкновений с участием армии княжества была битва при Бхукхар Мори в июле 1591 года, когда Наванагар вместе с Качем и некоторыми другими княжествами выступили против Моголов и потерпели от них крупное поражение. Соглашение Уолкера 1807 года принесло мир государствам Катхиявара, впервые за несколько поколений. Наванагар стал протекторатом Великобритании 22 февраля 1812 года.
Махараджа Наванагара, Ранджитсинхджи, был одним из величайших игроков в крикет во всём мире, а также был Джам Сахебом с 1907 по 1933 год. После его смерти был учреждён Кубок Ранджи, чемпионат по крикету в Индии. Проводился между командами различных городов и княжеств начиная с 1934 года Правлением по руководству соревнования по крикету в Индии.
Ранджитсинхджи также был канцлером Палаты князей (1931―1933). После его смерти в 1933 году ему наследовал его племянник Дигвияйсинхджи, который также был канцлером (1937―1944).
Наванагар был одним из первых княжеств, чьё руководство подписало Договор о присоединении в 1948 году после провозглашения независимости Индии. После этого его бывший правитель, Дигвияйсинхджи, стал первым раджпрамукхомКатхиявара, а затем представлял Индию в ООН.
В 1949 году бывше туземные княжества Наванагар, Дхрол и Джалиа Девани были объединены в штат Саураштра. 19 июня 1959 года границы штата были расширены за счет включения прилегающих территорий Окхамандала, и сам штат был переименован в Джамнагар. Район Наванагара стал частью нового штата Гуджарат при разделении штата Бомбей 1 мая 1960.

## Список держателей титула махараджа Наванагара
| Даты правления                    | Правитель                          | Год рождения | Год смерти |
| --------------------------------- | ---------------------------------- | ------------ | ---------- |
| 2 октября 1690 ― 13 октября 1708  | Лакхаджи Тамачи                    | 1708         |            |
| 13 октября 1708 ― 13 августа 1711 | Раисинхджи Лакхаджи                | 1711         |            |
| 13 августа 1711 ― 1743            | Тамачи Раисинхджи                  | 1743         |            |
| Сентябрь 1743 ― 2 ноября 1767     | Лакхаджи Тамачи                    | 1743         | 1767       |
| 2 ноября 1767 ― 6 августа 1814    | Ясаджи Лакхаджи                    | 1814         |            |
| 6 августа 1814 ― 24 февраля 1820  | Сатаджи II Лакхаджи                | 1820         |            |
| 24 февраля 1820 ― 22 февраля 1852 | Ранмалджи Сатаджи II               | 1852         |            |
| 22 февраля 1852 ― 28 апреля 1895  | Вибхаджи II Ранмалджи              | 1827         | 1895       |
| 28 апреля 1895 ― 14 августа 1906  | Яшвантсинхджи Вибхаджи II          | 1882         | 1906       |
| 12 марта 1907 ― 2 апреля 1933     | Ранджитсинхджи Вибхаджи II         | 1872         | 1933       |
| 2 апреля 1933 ― 15 августа 1947   | Ранджитсинхджи Дигвинджайсинхджи   | 1895         | 1966       |
| 3 февраля 1966 ― 28 декабря 1971  | Шатрушалясинхджи Дигвинджайсинхджи | 1938         | жизни      |

## Коллекция ювелирных изделий
Махараджи Наванагра были также известны своей ювелирной коллекцией, в особенности Ранджитсинхджи, чья коллекция изумрудов коллекция, по словам ювелира Жака Картье «не имела аналогов в мире если не по количеству, то точно по качеству». В неё входили изумрудое и жемчужное ожерелье, изумрудное и бриллиантовое ожерелье, созданное Картье, и изумрудное колье, также созданное упомянутым ювелиром.
Бриллиант цвета виски в 61,50 карат (или 12,3 г), называемый «Глаз тигра», был обработан французским ювелирным домом Cartier и вставлен в плюмаж чалмы махараджи Наванагара в 1934 году.